# Abjan kormányzóság

Abjan kormányzóság elhelyezkedése Jemenen belül

Abjan kormányzóság (arabul محافظة أبين [Muḥāfaẓat Abyan]) Jemen huszonegy kormányzóságának egyike. Az Arab-tenger partján fekszik, nyugaton Lahidzs, északon Bajdá, keleten pedig Sabva kormányzósággal határos. Székhelye Zindzsibár városa. Területe 20 380 km², népessége a 2004-es népszámlálási adatok szerint 433 819 fő.

## Közigazgatási beosztása
Abjan kormányzóság tizenegy kerületre (mudírijja) oszlik. Ezek: Ahvar, Dzsajsán, Hanfir, Laudar, el-Mahfad, Múdijja, Szarár, Szibáh, Raszad, el-Vadí, Zindzsibár.

## Fordítás
Ez a szócikk részben vagy egészben  a   Governorates of Yemen című angol Wikipédia-szócikk ezen változatának fordításán alapul.  Az eredeti cikk szerkesztőit annak laptörténete sorolja fel. Ez a jelzés csupán a megfogalmazás eredetét és a szerzői jogokat jelzi, nem szolgál a cikkben szereplő információk forrásmegjelöléseként.